# Plint

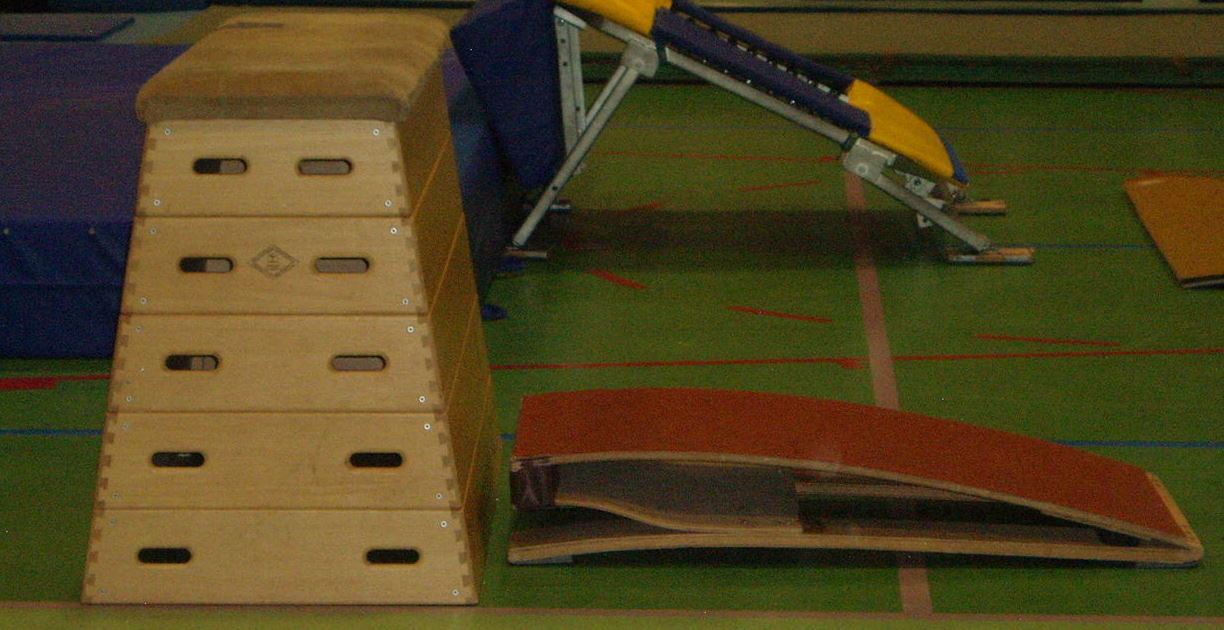
Till vänster en vanlig plint.

Plint är ett vanligt gymnastikredskap som består av flera rektangulära träramar, ofta med lutande långsidor, som kan travas ovanpå varandra i lämpligt antal för att ge plinten önskad höjd. Den översta ramen är vanligtvis stoppad och klädd i läder.
Plinten är avsedd att bland annat hoppa över under gymnastikövningar.
Plintar används även i bollsporten plintboll.
På tjeckiska och slovakiska heter det švédská bedna, vilket betyder "svensk låda", i likhet med tyskans Schwedenkasten[källa behövs].